# Bromus gracillimus
Bromus gracillimus är en gräsart som beskrevs av Aleksandr Andrejevitj Bunge. Bromus gracillimus ingår i släktet lostor, och familjen gräs. Inga underarter finns listade i Catalogue of Life.